# فواز الطميحي
فواز درويش الطميحي لاعب كرة قدم سعودي ، يلعب في خط الدفاع في نادي الهدى.

## مسيرة اللاعب
لعب سابقاً في نادي الاتفاق ونادي العدالة ونادي رأس تنورة ونادي الساحل ونادي العروبة ونادي الترجي ونادي النهضة ونادي النجمة ونادي الساحل ونادي الهدى.